# E (éditeur de texte)
E était un éditeur de texte utilisé par le laboratoire d'intelligence artificielle de l'université Stanford sur ses systèmes Twenex et TENEX. 
Cet éditeur inspira Richard Stallman pour améliorer TECO.